# Mordino (Komi)
Mordino (ros. Мордино) – wieś (sieło) w Rosji, w Republice Komi, w rejonie kortkieroskim. W 2010 liczyła 1095 mieszkańców.